# Anopsie

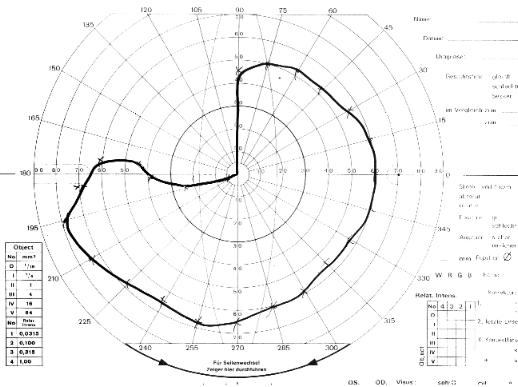
Perimetrische Darstellung eines Gesichtsfeldes des linken Auges mit Ausfall des oberen linken Quadranten (Quadrantenanopsie) bei einem Schlaganfall-Patienten

Eine Anopsie (Synonym: Anopie; von griechisch ἁν- an- [Verneinungspartikel] und ὄψις opsis ‚Sehen‘) ist die Unfähigkeit zu sehen, das heißt, der völlige oder partielle Ausfall des Sehsinns, wie er zum Beispiel nach einem Schlaganfall auftreten kann. Bei einem halbseitigen Ausfall des Gesichtsfeldes spricht man von einer Hemianopsie. Es wird die homonyme von der heteronymen Hemianopsie unterschieden. Ursache der homonymen Hemianopsie ist eine Läsion im Bereich des Tractus opticus oder der primären Sehrinde (Area V1), die heteronyme Hemianopsie entsteht durch eine Läsion im Chiasma.
Die Verwendung des Begriffs Anopsie für sich allein ist allgemein wenig gebräuchlich. Er wird in der Regel mit Bezeichnung der Ausprägung als Hemi- oder Quadrantenanopsie benutzt.